# Чурич, Марио
Ма́рио Чу́рич (хорв. Mario Ćurić; род. 28 сентября 1998, Сплит) — хорватский футболист, полузащитник московского «Торпедо».

## Клубная карьера
Чурич — воспитанник сплитского «Хайдука». В 2017 году начал выступать за дублирующий состав команды. В 2018 году Чурич перешёл в «Солин». 1 сентября в матче против фарм-клуба сплитского «Хайдука» дебютировал во Второй лиге Хорватии. 7 сентября в поединке против «Хрватски Драговоляц» он забил свой первый гол за «Солин».
Летом 2019 года Чурич перешёл в «Шибеник». 17 августа в матче против фарм-клуба сплитского «Хайдука» он дебютировал за новый клуб. 29 ноября в поединке против «Дугополья» Чурич забил свой первый гол за «Шибеник». По итогам сезона помог клубу выйти в элиту. 15 августа 2020 года в матче против «Риеки» дебютировал в чемпионате Хорватии.
8 сентября 2022 года Чурич пополнил состав московского «Торпедо». 17 сентября в матче против московского ЦСКА он дебютировал в РПЛ. 
В сезоне 2024/25 с «Торпедо» стал серебряным призёром Первой лиги.

## Карьера в сборной
В 2013 году провел 1 матч за сборную Хорватии (до 16 лет).
8 июня 2023 года дебютировал за сборную Хорватии (до 23 лет) в товарищеском матче против сборной Катара.

## Статистика выступлений
| Выступление      | Выступление      | Выступление      | Лига | Лига | Кубки | Кубки | Итого | Итого |
| Клуб             | Лига             | Сезон            | Игры | Голы | Игры  | Голы  | Игры  | Голы  |
| ---------------- | ---------------- | ---------------- | ---- | ---- | ----- | ----- | ----- | ----- |
| Хайдук Сплит II  | Вторая лига      | 2017/18          | 28   | 3    | —     | —     | 28    | 3     |
| Хайдук Сплит II  | Итого            | Итого            | 28   | 3    | —     | —     | 28    | 3     |
| Солин            | Вторая лига      | 2018/19          | 23   | 2    | 0     | 0     | 23    | 2     |
| Солин            | Итого            | Итого            | 23   | 2    | 0     | 0     | 23    | 2     |
| Шибеник          | Вторая лига      | 2019/20          | 19   | 1    | 2     | 0     | 21    | 1     |
| Шибеник          | Первая лига      | 2020/21          | 35   | 1    | 2     | 0     | 37    | 1     |
| Шибеник          | Первая лига      | 2021/22          | 35   | 7    | 2     | 1     | 37    | 8     |
| Шибеник          | Первая лига      | 2022/23          | 6    | 0    | 0     | 0     | 6     | 0     |
| Шибеник          | Итого            | Итого            | 95   | 9    | 6     | 1     | 101   | 10    |
| Торпедо (Москва) | РПЛ              | 2022/23          | 17   | 1    | 4     | 1     | 21    | 2     |
| Торпедо (Москва) | Первая лига      | 2023/24          | 27   | 0    | 1     | 0     | 28    | 0     |
| Торпедо (Москва) | Первая лига      | 2024/25          | 29   | 4    | 0     | 0     | 29    | 4     |
| Торпедо (Москва) | Первая лига      | 2025/26          | 3    | 0    | 0     | 0     | 3     | 0     |
| Торпедо (Москва) | Итого            | Итого            | 76   | 5    | 5     | 1     | 81    | 6     |
| Всего за карьеру | Всего за карьеру | Всего за карьеру | 222  | 19   | 11    | 2     | 233   | 21    |

## Достижения
«Шибеник»
- Победитель Второй лиги: 2019/20
- Итого : 1 трофей

«Торпедо» (Москва)
- Серебряный призёр Первой лиги: 2024/25